# Тришкина
Тришкина (устар. Гришкина) — река в России и Казахстане, протекает по Саратовской области.

## География и гидрология
Тришкина правобережный приток реки Таловая, её устье находится в 53 километрах от устья Таловой. Длина реки — 19 километров.

## Данные водного реестра
По данным государственного водного реестра России относится к Нижневолжскому бассейновому округу, водохозяйственный участок реки — Большой Иргиз от истока до Сулакского гидроузла. Речной бассейн реки — Волга от верхнего Куйбышевского водохранилища до впадения в Каспий.
Код объекта в государственном водном реестре — 11010001612112100009834.